# 20. Sinfonie (Mozart)
Die Sinfonie D-Dur Köchelverzeichnis 133 komponierte Wolfgang Amadeus Mozart im Juli 1772 in Salzburg. Er war damals 16 Jahre alt. Nach der Alten Mozart-Ausgabe trägt die Sinfonie die Nummer 20.

## Allgemeines

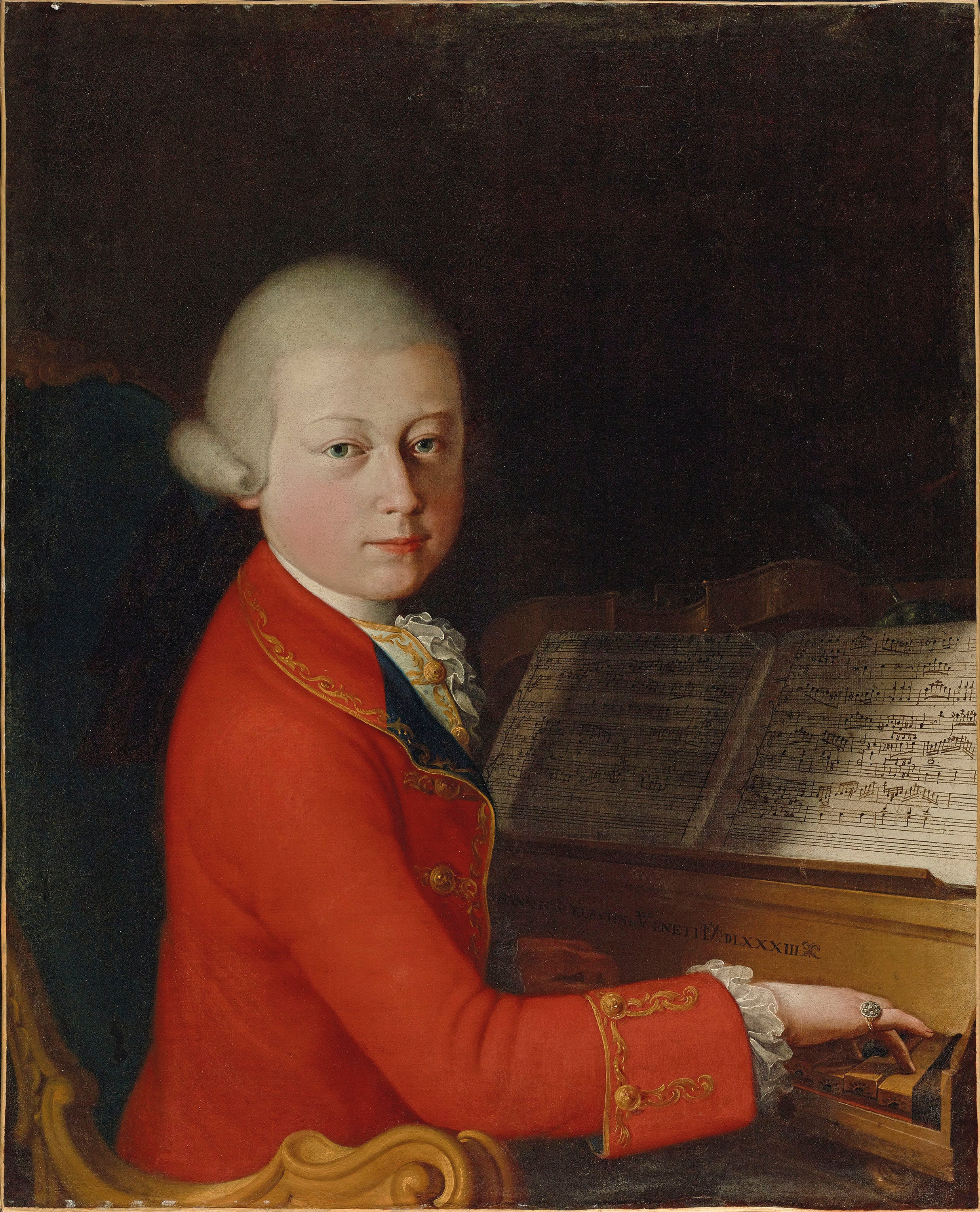
Gemälde Mozarts von Saverio dalla Rosa, Januar 1770

Im Verhältnis zu den anderen, in derselben Schaffensperiode entstandenen Salzburger Sinfonien (KV 128, KV 129, KV 130, KV 132, KV 134) zeichnet sich die Sinfonie Köchelverzeichnis (KV) 133 besonders in Einspielungen mit Pauken durch einen prunkhaft-pompösen Charakter aus. Zur Entstehung siehe bei KV 130.

## Zur Musik
Besetzung: Querflöte (diese nur im zweiten Satz), zwei Oboen, zwei Hörner in D, zwei Trompeten in D, zwei Violinen, Viola, Cello, Kontrabass. Zudem war es damals üblich, zur Verstärkung der Bassstimme ein Fagott und als Generalbass-Instrument ein Cembalo einzusetzen, entsprechendes gilt für die oft parallel mit Trompeten benutzten Pauken (sofern im Orchester vorhanden).
Aufführungsdauer: ca. 25 Minuten.
Bei den hier benutzten Begriffen der Sonatensatzform ist zu berücksichtigen, dass dieses Schema in der ersten Hälfte des 19. Jahrhunderts entworfen wurde (siehe dort) und von daher nur mit Einschränkungen auf die Sinfonie KV 133 übertragen werden kann. – Die hier vorgenommene Beschreibung und Gliederung der Sätze ist als Vorschlag zu verstehen. Je nach Standpunkt sind auch andere Abgrenzungen und Deutungen möglich.

### Erster Satz: Allegro
D-Dur, 4/4-Takt, 182 Takte
Die Audiowiedergabe wird in deinem Browser nicht unterstützt. Du kannst die Audiodatei herunterladen.
Drei kräftige Viertelschläge eröffnen signalartig den Satz, bevor das eigentliche erste Thema beginnt. Dieses ist – ungewöhnlich für ein erstes Thema – von eher zurückhaltendem Charakter: Piano, nur Streicher, leicht wiegend. Das Thema basiert auf einem zweitaktigen Motiv und ist periodisch aufgebaut, wobei der Nachsatz wiederholt wird. Ab Takt 14 folgt nun ein recht langer Überleitungsteil mit viel Tremolo, Sechzehntel-Läufen und Akkorden. Von Bedeutung für den weiteren Satzaufbau ist hierbei ein Motiv mit punktiertem Rhythmus und Triller (z. B. in Takt 14, = Motiv B, wenn man das Hauptmotiv vom ersten Thema als Motiv A bezeichnet) sowie eines mit Sechzehntel-Lauf und anschließendem großen Intervallsprung (Motiv C, z. B. Takt 20 ff.). In Takt 34 ändert sich die Klangfarbe des Tremolo-Abschnittes von E-Dur überraschenderweise nach Moll, wo der Hörer eigentlich schon das zweite Thema erwartet. Dieses beginnt in Takt 42 und ist ebenso wie das erste Thema zurückhaltend, aber mit stärker punktiertem Rhythmus. Es wird mit Oboenbegleitung wiederholt. Ab Takt 52 folgt wieder ein Abschnitt mit Fanfaren, Läufen, Tremolo sowie mit Synkopen. Bevor die eigentliche Schlussgruppe in Takt 73 mit Akkorden und Motiv B als Variante einsetzt, geben die Streicher ein Zwischenspiel im Piano mit vielen Trillern.
Die Durchführung (oder Mittelteil, Takt 79–125) greift zunächst die Variante von Motiv B aus der Schlussgruppe der Exposition auf, indem sich Streicher und Bläser dieses Motiv im Piano versetzt zuwerfen. Ab Takt 94 setzt dann wieder das ganze Orchester mit einem fanfarenartigen Abschnitt ein, in dem die Motive B und C auftreten.
Die Reprise (Takt 125 ff.) beginnt nicht mit dem ersten, sondern mit dem zweiten Thema im Piano (ebenso im ersten Satz von KV 134) und verläuft dann zunächst ähnlich der Exposition. Anstatt den zu erwartenden Schlussakkorden wird ab Takt 160 das erste Thema „nachgereicht“: Zunächst piano, dann im zweiten Durchlauf forte und vom ganzen Orchester gespielt. Der Satz endet mit der Variante von Motiv B, begleitet von Akkordmelodik. Exposition sowie Durchführung und Reprise werden wiederholt.
Streicher und Bläser treten im Satz oft dialogisch auf. Cliff Eisen (1996) vergleicht den ersten Satz von KV 133 mit jenem von Michael Haydns Sinfonie Perger-Verzeichnis 9. Diese Sinfonie von 1766 sei ursprünglich dreisätzig gewesen, Michael Haydn habe aber am 15. Juni 1772 einen weiteren Satz hinzugefügt (also nur einen Monat, bevor Mozart KV 133 komponierte). Ähnlichkeiten sieht Eisen darin, dass beide Sätze ein ruhiges, lyrisches Hauptthema aufweisen, das nicht zu Beginn der Reprise, sondern erst am Satzende wiederholt wird – und zwar in beiden Fällen im Forte mit vollem Orchestereinsatz.

### Zweiter Satz: Andante
A-Dur, 2/4-Takt, 102 Takte, Streicher mit Solo-Flöte; Violinen mit Dämpfer
Die Audiowiedergabe wird in deinem Browser nicht unterstützt. Du kannst die Audiodatei herunterladen.
Im Satz führen meistens die Soloflöte sowie die 1. Violine die Melodie (die Flöte verdoppelt die 1. Violine eine Oktave höher), während die Viola mit „nuschelnder“ Sechzehntel-Bewegung, Cello und Kontrabass dagegen mit Pizzicato-Klängen begleiten.
Das erste Thema ist auftaktig und ebenso wie der gesamte Satz durch Triolen charakterisiert. Es wird wiederholt, bevor in Takt 16 ein neues Motiv („zweites Thema“) mit punktiertem Rhythmus beginnt, das dann aber recht schnell (ab Takt 20) wieder die Triolenbewegung aufgreift. Bis zum Ende der Exposition in Takt 45 folgen weitere kleinere Motive mit Triolen und Trillern.
Der Mittelteil ist recht kurz gehalten (Takt 47–55), greift die beiden Hauptmotive auf und wechselt für drei Takte nach Moll. Die Reprise ähnelt in ihrer Struktur der Exposition. Sie wird mit der Durchführung ebenso wie die Exposition wiederholt und geht nach danach in eine kurze Coda über (Takt 98–102).
Möglicherweise hat sich Mozart bei diesem Satz am Andante aus Michael Haydns Sinfonie Nr. 30 orientiert.

### Dritter Satz: Minuetto
D-Dur, 3/4-Takt, mit Trio 58 Takte
Die Audiowiedergabe wird in deinem Browser nicht unterstützt. Du kannst die Audiodatei herunterladen.
Das mit fanfarenartigem Sechzehntel-Lauf über eine Oktave beginnende Menuett schließt mit seinem prunkvollen Charakter an die Klangfarbe des ersten Satzes an. Die Harmonik ist eher konventionell; eine Tutti-Wendung wird von den Streichern echohaft im Piano wiederholt. Wolfgang Fischer (1956) weist auf die auffällige Ähnlichkeit zum Menuett aus der D-Dur Sinfonie von Matthias Georg Monn von 1740 hin und sieht hierin eine starke Nachwirkung des alten Wiener Menuetts:

„Der nämliche Strukturtypus: vier Takte glanzvolles Hofmenuett, zwei Takte unverfälschter Ländler, echoartig in der tieferen Oktav wiederholt, zwei oder vier Takte festlicher Abschluss. Und gleichartig im zweiten Teil – das Ganze, wenn man will, ein konzentriertes Symbol der Wiener Musik überhaupt.“

Bemerkenswert ist das durchweg im Piano gehaltene Trio in G-Dur für Streicher und Oboe. Es weist keine klare Melodie auf, sondern entwickelt einen „verwaschenen“ wirkenden Klangteppich durch versetzte Motive sowie zahlreiche Überhalte und Synkopen:

„Im Trio des Menuetts spielt Mozart rhythmisch Versteck, indem er die Oberstimme im scheinbaren Zweiermetrum gegen den Dreiertakt der übrigen Instrumente führt.“

Die Audiowiedergabe wird in deinem Browser nicht unterstützt. Du kannst die Audiodatei herunterladen.

### Vierter Satz: (Allegro)
(Keine Tempoangabe von Mozart, aufgrund des Satzaufbaues vermutlich das für Schlusssätze übliche Allegro.) D-Dur, 12/8-Takt, 101 Takte
Die Audiowiedergabe wird in deinem Browser nicht unterstützt. Du kannst die Audiodatei herunterladen.
Den ganzen Satz hindurch dominiert eine vibrierende Triolenbewegung, z. T. mit eindringlicher Tonwiederholung, „wie eine konsequente 12/8-Studie in seiner radikalen rhythmischen Einseitigkeit.“ Das Material ist wenig melodisch (viele Läufe und Dreiklangsmelodik) und die harmonische Struktur recht einfach, wodurch der Satz einen tänzerischen, gigueartigen Charakter bekommt. Auffällig ist auch der „terrassendynamische Wechsel zwischen forte und piano“.
Das viertaktige erste Thema wird zunächst von den Violinen und der Viola piano vorgestellt und anschließend vom ganzen Orchester forte wiederholt. Ein Überleitungsabschnitt (Takt 9–17) bringt neue Motive, ehe in Takt 17 das zweite motivartige „Thema“ mit seinen sieben energisch wiederholten Tönen beginnt. Es folgt ab Takt 27 ein neuer Abschnitt, der neben der ständigen Triolenbewegung auch Tremolopassagen enthält. Zum Schluss der Exposition wirken die Triolen durch vierfache Tonwiederholung im Unisono besonders energisch.
Als Mittelteil folgt nun bis zur Reprise in Takt 60 ein Abschnitt, der durch sein Quartmotiv charakterisiert ist. Im Piano, nur von den Violinen und der Viola gespielt, entsteht zeitweise eine leicht unheimliche Atmosphäre. Die Reprise ist ähnlich der Exposition strukturiert. Beide Satzteile (Exposition sowie Mittelteil und Reprise) werden wiederholt.
Volker Scherliess (2005) vermutet für den Satz Vorbilder aus dem Schaffen von Joseph Haydn, etwa dessen Finale aus der Sinfonie Nr. 41 von 1770.